# Carbost (Loch Harport)
Carbost (schottisch-gälisch Càrrabost) ist eine Ortschaft im Civil Parish Bracadale auf der schottischen Insel Skye und gehört somit zur Council Area Highland. Sie liegt am Südufer von Loch Harport, einem Meeresarm an der Westküste Skyes, in der Civil parish Bracadale. Portree, der Hauptort der Insel, liegt etwa 16 km südwestlich. Mit Carbost auf der Halbinsel Trotternish befindet sich ein weiterer Weiler gleichen Namens auf Skye, mit dem diese Ortschaft nicht zu verwechseln ist.
Carbost ist bekannt als Standort der im Jahre 1831 gegründeten Whiskybrennerei Talisker, die lange Zeit die einzige Destillerie auf Skye war und einer der bedeutendsten Arbeitergeber der Umgebung ist. Dun Merkadale liegt an der Straße B8009 zwischen Carbost und Drynoch.

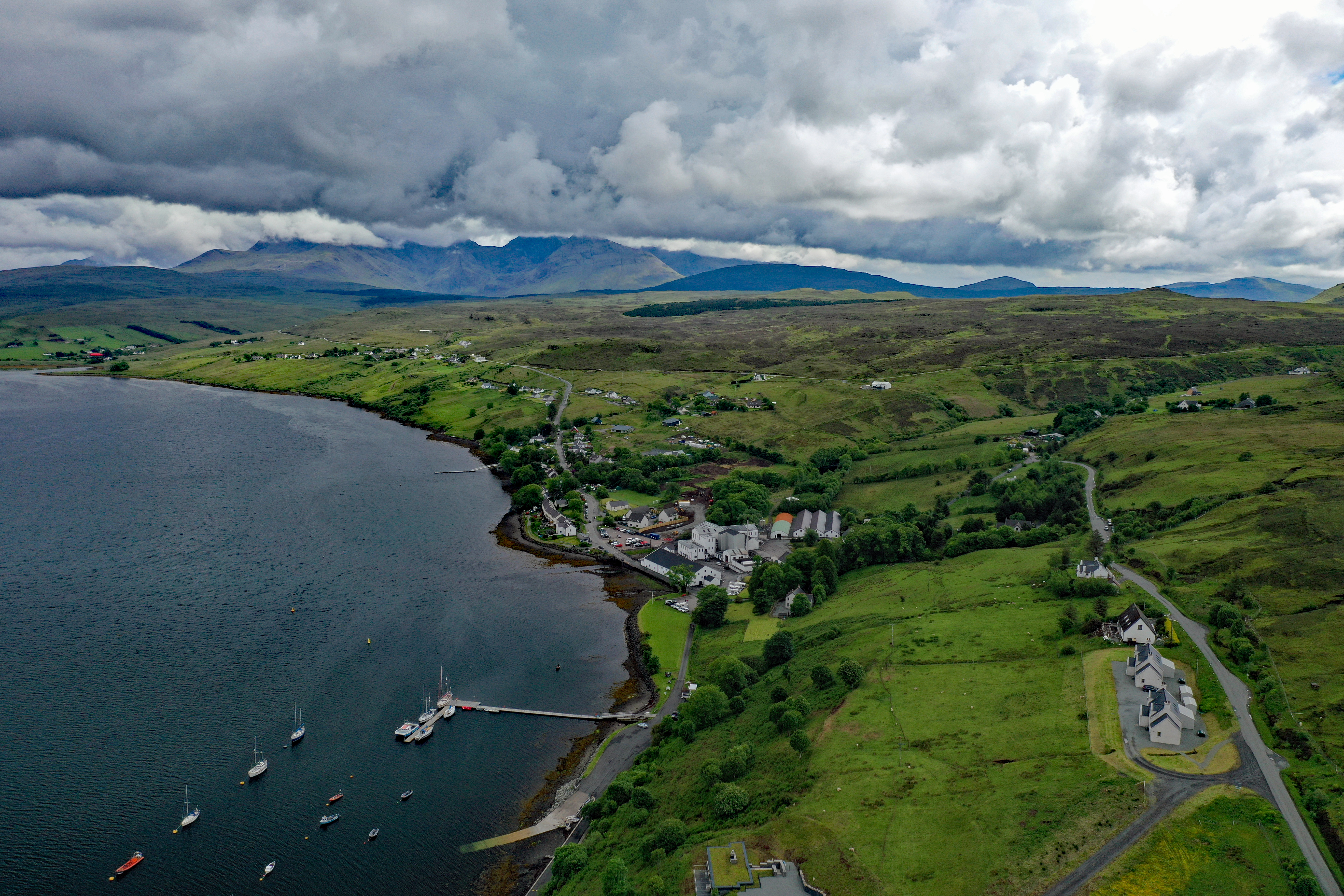
Carbost und Loch Harport
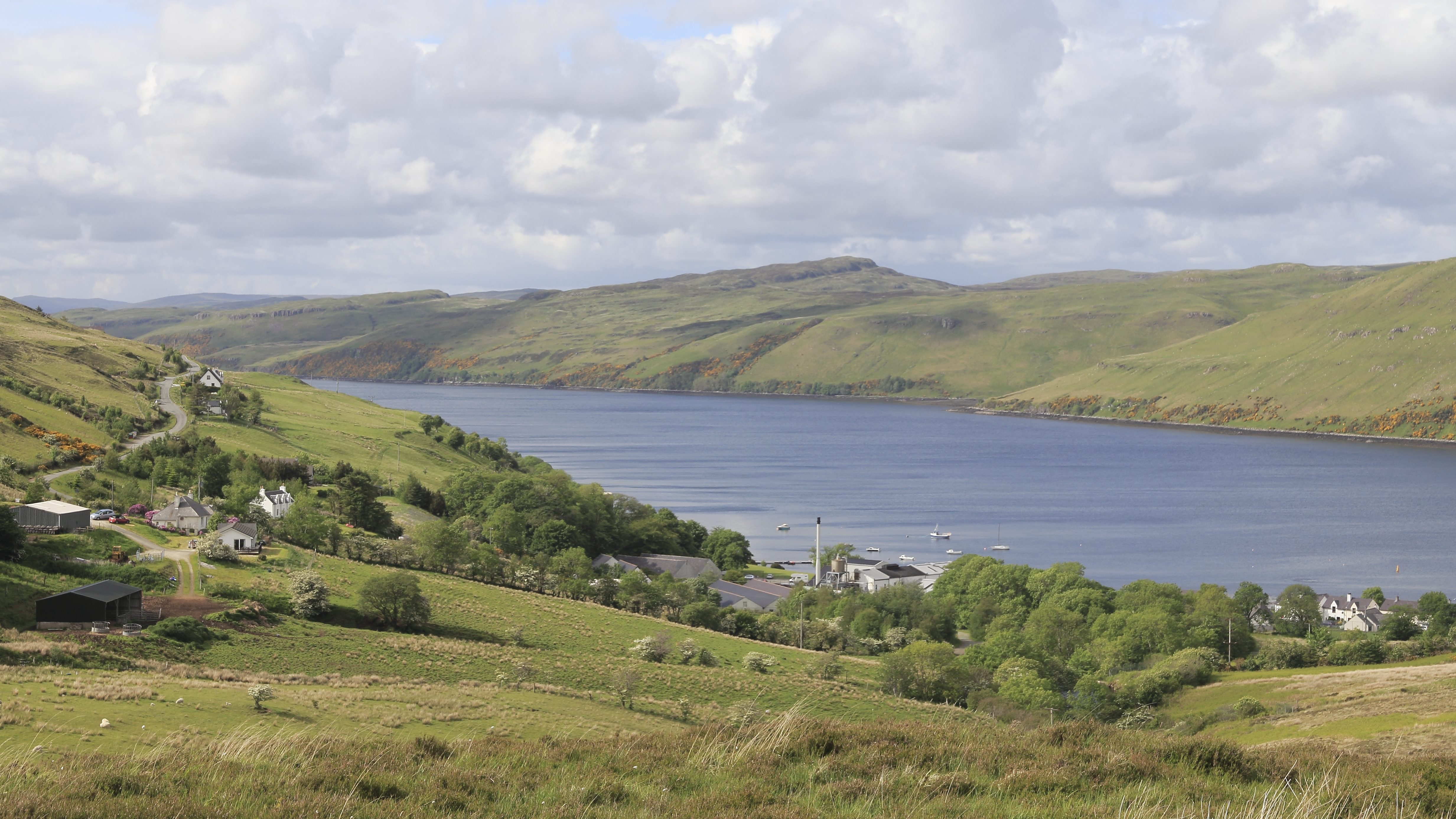
Loch Harport mit Carbost und Talisker Destillery
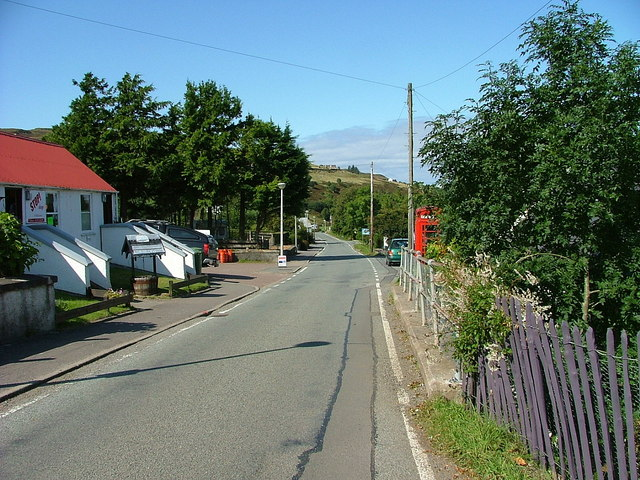
Hauptstraße von Carbost
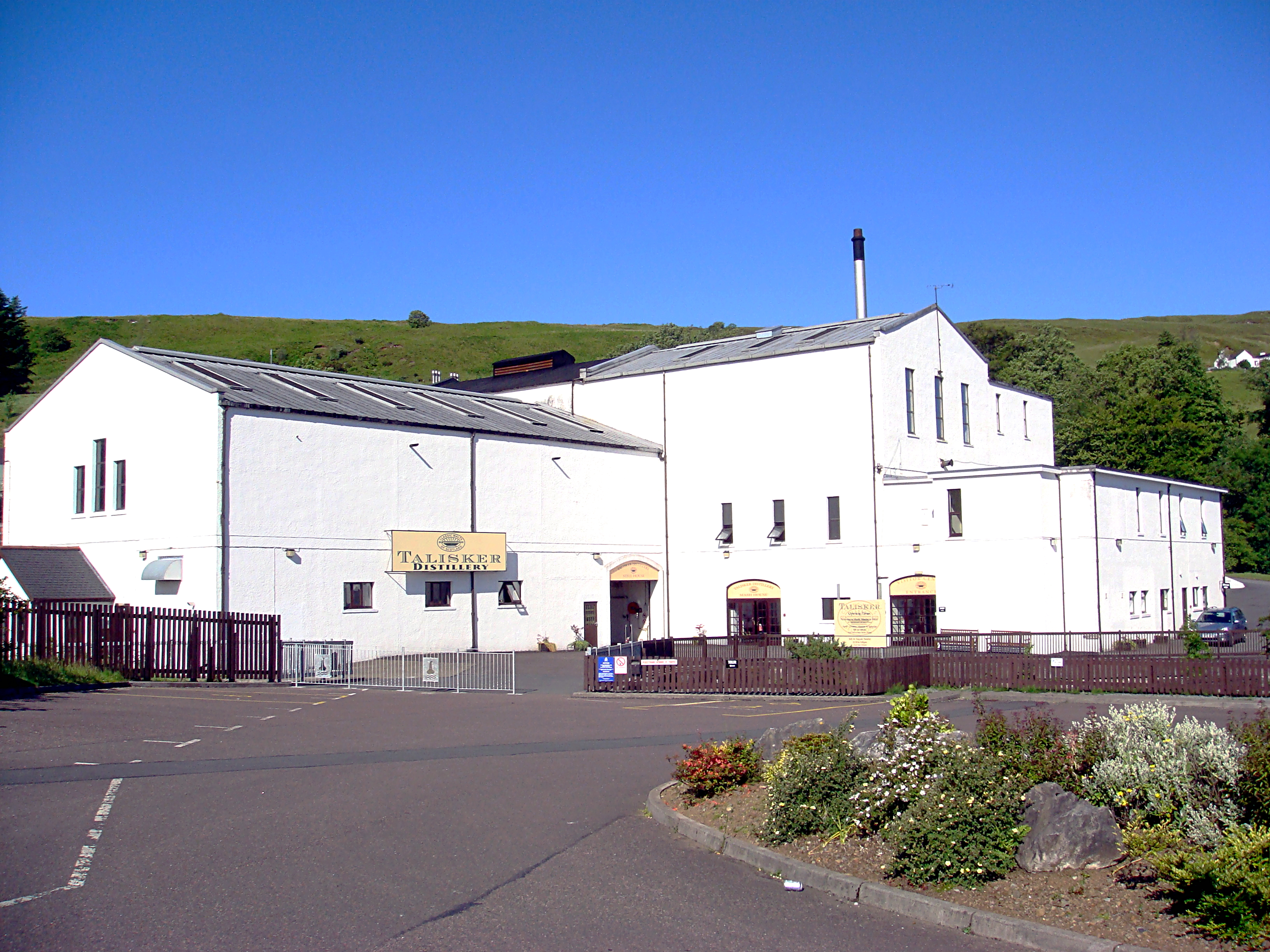
Talisker-Brennerei